# Deutsches Heer
Pour les articles homonymes, voir Heer et Armée allemande.
La Deutsches Heer (Armée allemande) est le nom officiel de l'armée de terre dans l'Empire allemand de 1871 jusqu'en 1919. L'aviation ou « Luftstreitkräfte », intégrée dans la Deutsches Heer, ne constitue alors pas une branche indépendante.

## Historique jusqu'en 1914

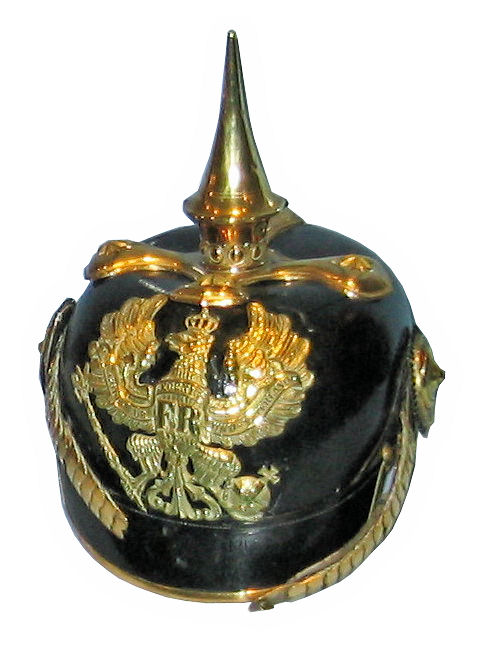
Casque d'un officier des dragons entre 1860 et 1870.

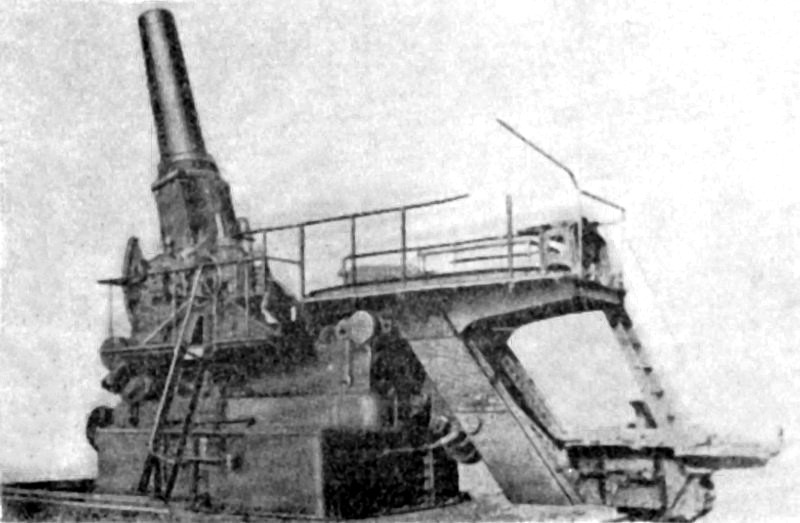
L'un des dix 42 cm kurze Marinekanone L/16, un engin de siège d'un calibre de 420 mm utilisé durant les deux guerres mondiales.

Elle est créée officiellement le 29 juillet 1871 par le décret « Ordnung für Kriegsbundes Armee in Deutschland » ordonné par le chancelier impérial Otto von Bismarck.
Son haut-commandement était la Oberste Heeresleitung.
Lors de la guerre contre le Danemark, l’armée déployée est celle de la Confédération germanique, contre l’empire d'Autriche, l'armée déployée compte en son sein des contingents de la Prusse et de ses alliés ; contre la France, en 1870-1871, ce sont les contingents de la confédération d'Allemagne du Nord, renforcés de troupes des États du Sud.
De la bataille de Sadowa au siège de Paris (1870), l’armée allemande était reconnaissable à son uniforme de couleur « bleu de Prusse ». Son équipement, moderne, comporte un casque de cuir bouilli (appelé aussi « casque à pointe »), des effets faciles à enfiler, un équipement individuel qui s’enlève très rapidement quand on défait la boucle du ceinturon, un fusil Dreyse moderne équipé d'une culasse à un coup et d'une percussion à aiguille. L’état-major sait utiliser la télégraphie électrique et les chemins de fer, y compris au profit du ravitaillement et d'une mobilisation rapide, et maîtrise bien leur interaction.
Après la période d’unification, la nouvelle Deutsches Heer ne combat plus en Europe jusqu’à la Grande Guerre : elle se déploie désormais à travers l’empire colonial allemand, notamment en Chine pour lutter contre la révolte des Boxers.
Cette longue période de paix est mise à profit pour améliorer les moyens et la stratégie. En effet, les ingénieurs militaires améliorent les armes, les tenues et l’artillerie tandis que sont mis au point des plans successifs définissant la stratégie de l'Empire en cas de guerre avec la France et la Russie. Vers 1910, certains visionnaires[Qui ?] évoquent de nouveaux engins militaires comme les chars et les avions, et si l'armée ne s'intéresse aux véhicules blindés que trop tard, l'aviation militaire allemande, branche subordonnée à l'armée de terre, s'avérera redoutable dès 1914.
Déjà la Constitution de la Confédération d'Allemagne du Nord avait imposé l’incorporation des forces armées des petits États confédérés au sein d'une armée dans laquelle l'armée prussienne constitue la principale force. Seul le royaume de Saxe avait conditionné son adhésion à la Confédération au maintien de sa propre armée autonome. Après la victoire sur la France en 1871, les États d'Allemagne méridionale unirent à leur tour leurs forces à l'armée impériale, à savoir le grand-duché de Bade et de Hesse, ainsi que les royaumes de Bavière et de Wurtemberg ; ces deux derniers conservaient toutefois des forces de réserve, avec une organisation propre. L'armée bavaroise ne devait même se placer sous le commandement de l'armée impériale qu'en cas de mobilisation, c'est-à-dire en cas de guerre, alors que les troupes wurtembergeoises et saxonnes l'étaient de façon permanente (mais ces deux dernières restaient gérées par les ministères nationaux de Stuttgart et de Dresde).
Cette organisation confédérale explique les difficultés de mobilisation rencontrées par l'OHL au début de la Première Guerre mondiale : les ministres des différents États, à Berlin, Stuttgart, Munich et Dresde n'avaient pas coordonné leurs efforts et, outre la disparité des matériels et de l'armement, l'incorporation des contingents prit plus de temps que prévu. Cette situation incita les autorités à normaliser le matériel : en 1917, le standard national allemand voyait le jour, comme Normenausschusses der deutschen Industrie, prédécesseur de la Norme DIN.
La loi militaire de février 1911, dite loi « quinquennale », fixe à environ 525 300 hommes, 90 000 sous-officiers, 25 000 officiers et 14 000 volontaires d'un an l'effectif du temps de paix de l'armée impériale à atteindre en 1916. La loi additive de mai 1912 augmente ces nombres de 29 000 hommes, 5 000 sous-officiers et 3 000 officiers et précise qu'ils doivent être immédiatement réalisés, ce qui porte l'armée allemande à plus de 680 000 hommes, non compris les fonctionnaires détachés et les employés des services.
L'armée est alors constituée de vingt-cinq corps d'armée (Garde, dix-neuf corps prussiens, trois corps bavarois, deux corps saxons, un corps badois) qui englobent 48 divisions (dont dix à trois brigades d'infanterie au lieu de deux), à peu près complets en infanterie, cavalerie et artillerie dès le temps de paix. En juin 1913, une nouvelle augmentation des effectifs est votée par le Reichstag : 4 000 officiers, 15 000 sous-officiers, 117 000 hommes, 4 000 volontaires d'un an et 27 000 chevaux doivent permettre de créer dix-huit nouveaux bataillons d'infanterie, 34 escadrons de cavalerie et sept batteries d'artillerie, 11 bataillons du génie militaire et treize des troupes de communication, marquant ainsi la prise en compte des caractéristiques de la guerre future. Dans le même temps, le contingent annuel qui était de 285 000 jusqu'en 1910 passe à 292 000 en 1911, pour atteindre 350 000 en 1914, et les grandes unités stationnées face à la France (8e, 14e, 15e, 16e et 21e corps prussiens, 2e corps bavarois et trois divisions de cavalerie indépendantes) ou sur la frontière russe (1er, 2e, 5e, 6e, 17e et 20e corps prussiens) sont dites « à effectifs forts », c'est-à-dire en permanence presque à leur effectif du temps de guerre.

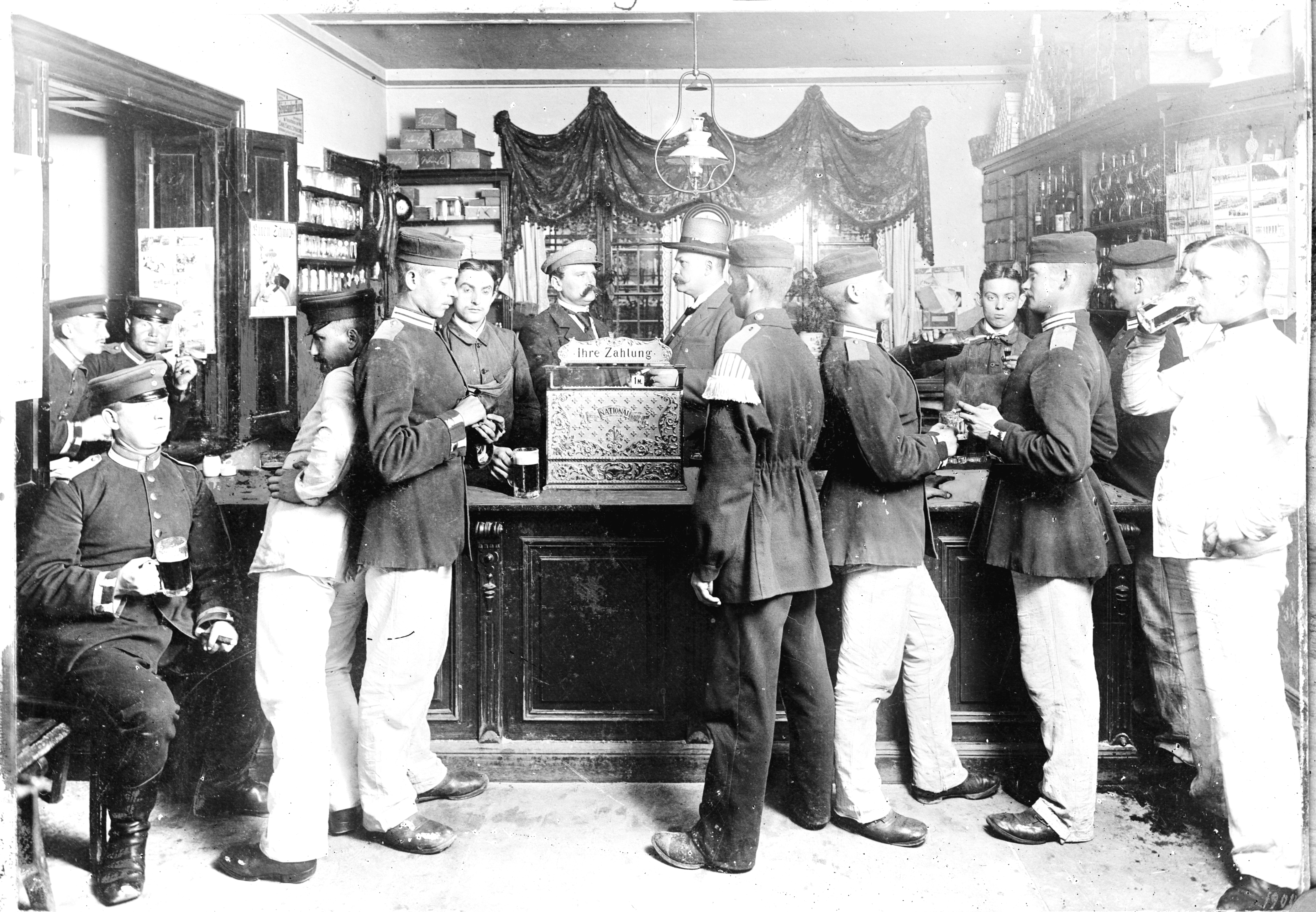
Soldats allemands dans un bar, v. 1895-1910.

### Sociologie
Les officiers se recrutent traditionnellement dans la noblesse des junkers qui considère l'armée comme sa vocation naturelle. Cependant, les nobles ne représentent plus que 30 % des officiers à la fin du XIXe siècle bien qu'ils restent majoritaires dans le Grand État-Major. Les sous-officiers sont le plus souvent issus de la classe des artisans, nombreuse et relativement instruite mais dont la situation économique devient incertaine du fait de l'industrialisation de l'Allemagne : après sept ans de service, ils ont droit à un emploi dans le service postal ou les chemins de fer d'État.

### Effectifs entre 1875 et 1914
Effectifs de l'armée de terre avant le déclenchement de la Première Guerre mondiale :
| Années  | 1875    | 1888    | 1891    | 1893    | 1899    | 1902    | 1906    | 1908    | 1911    | 1913    | 1914    |
| ------- | ------- | ------- | ------- | ------- | ------- | ------- | ------- | ------- | ------- | ------- | ------- |
| Soldats | 420 000 | 487 000 | 507 000 | 580 000 | 591 000 | 605 000 | 610 000 | 613 000 | 617 000 | 663 000 | 794 000 |

### Images

Exercices de la Deutsches Heer
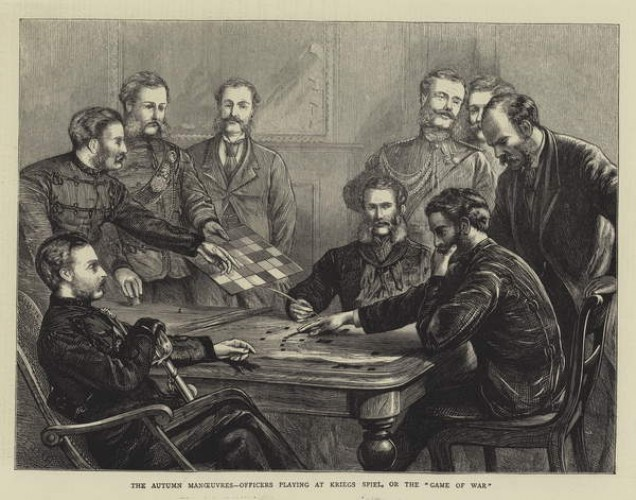
Officiers allemands à un Kriegsspiel (manœuvres sur papier), gravure de Joseph Nash, The Graphic, 1872.
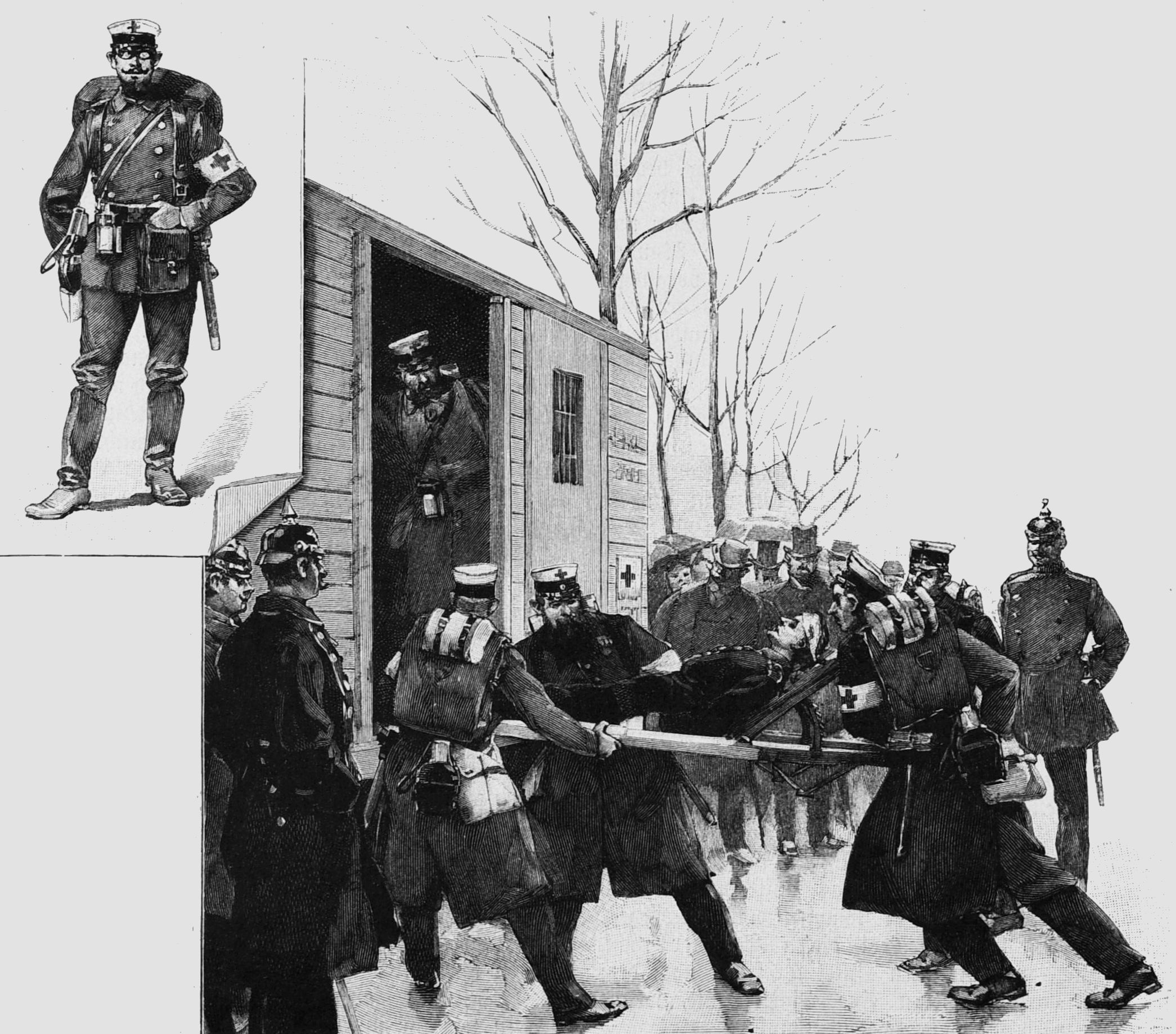
Exercice de transport de blessé, Die Gartenlaube, 1892.
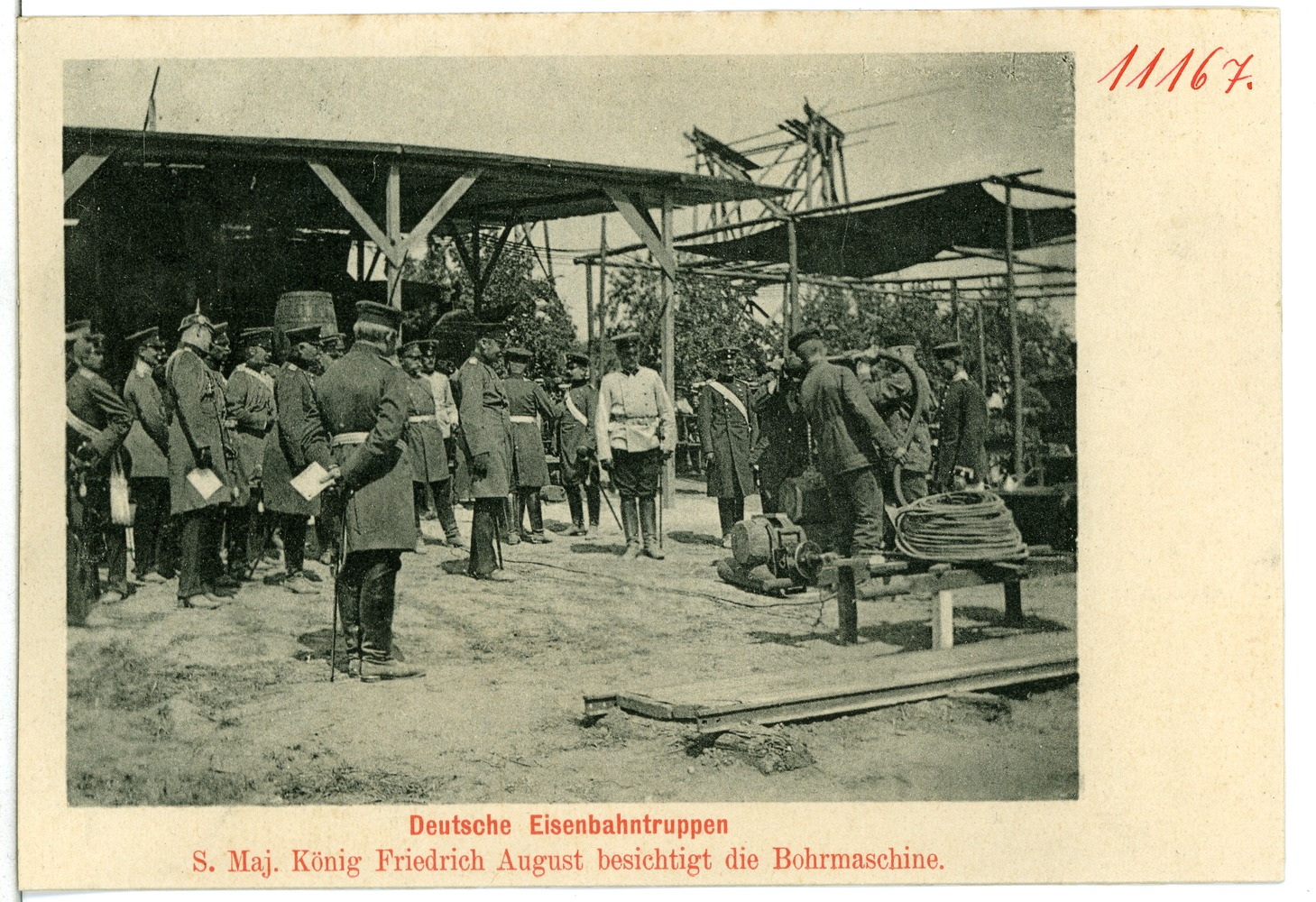
Le roi de Saxe visite un exercice de construction de pont ferroviaire par les troupes du chemin de fer (en), 1910.
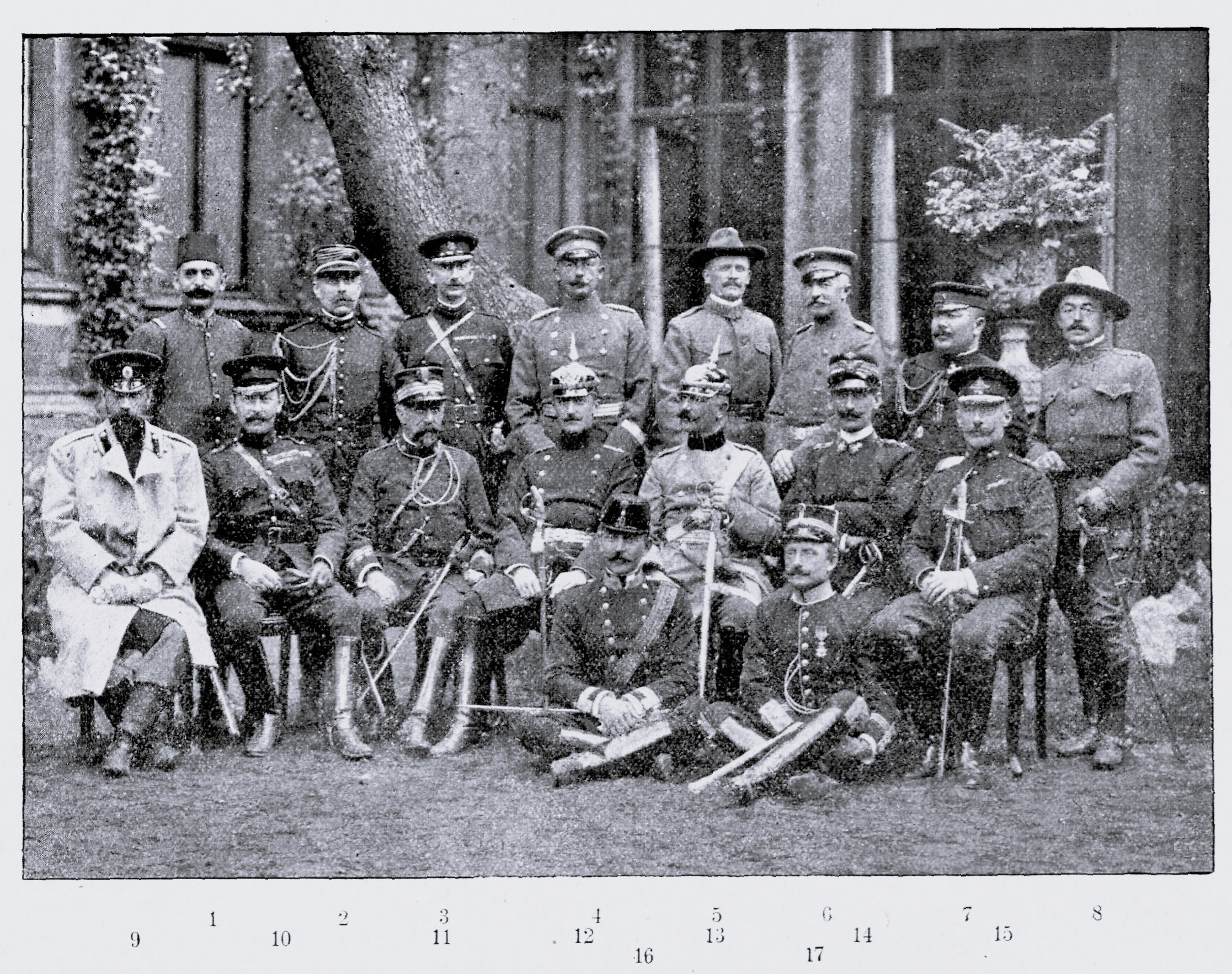
Attachés militaires étrangers et officiers allemands assistant aux Kaisermanöver (grandes manœuvres) de 1904.

## Première Guerre mondiale

### Infanterie

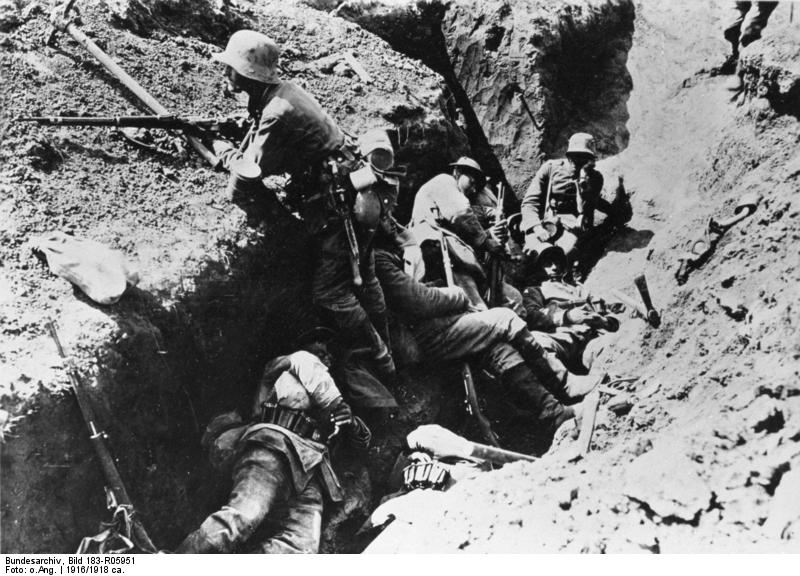
Dans les tranchées à Arras en 1916.

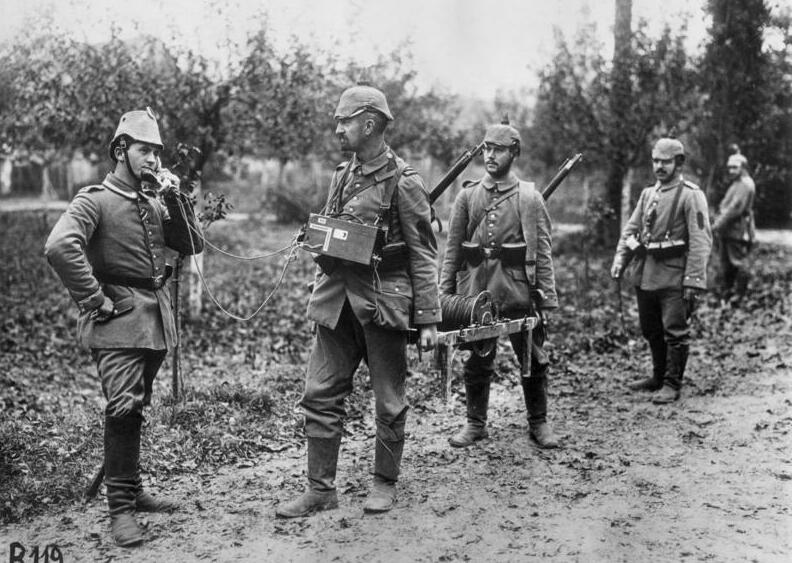
Pose d'un téléphone de campagne par l'armée allemande, 1914

Quand l’ordre de mobilisation générale est proclamé en août 1914, l’armée a changé. Le fait que les unités de réservistes combattent en première ligne est une surprise pour ses adversaires, permettant à l'Allemagne d'avoir une supériorité numérique sur le front les premiers mois du conflit.
Le soldat allemand a alors perdu sa rigide élégance prussienne pour adopter une silhouette plus rustique. En 1916, il est bien équipé malgré la pénurie qui sévit au pays. Vêtu de gros drap vert pâle, idéal pour le camouflage, ainsi que de bonnes bottes, il est protégé par un casque d’acier et un masque à gaz. Son fusil Mauser 1898 calibre 7,92 mm est ultramoderne. Les fantassins possédaient aussi des lance-flammes, invention d’un capitaine de pompiers. Arme à tir très court, il cause de graves brûlures et terrorise les soldats. Le téléphone de campagne FF16, produit par Siemens, est largement employé pour les transmissions.
Pour faire face aux lourdes pertes des premiers mois de guerre, un nouveau modèle de division d'infanterie à trois régiments, au lieu de quatre, est généralisé en 1915, processus facilité comme du côté allié par l'augmentation matérielle et de la puissance de feu. Les compagnies de soutien et les dépôts, comme du côté français, sont vidés des hommes valides et l'effectif de chaque bataillon réduit. Au printemps 1917, sur le front de l'Ouest, tout en se repliant à l'abri des positions de la ligne Hindenburg, l'armée allemande monte une nouvelle fois en puissance : une nouvelle classe est appelée et 13 divisions nouvelles sont créées. Les services de renseignements français évaluent alors sa puissance à 234 divisions d'infanterie (dont 155 sur le front du nord-est, 77 sur le front de l'Est, 2 dans les Balkans), 14 divisions de cavalerie (dont 2 sur le front occidental et 12 sur le front oriental), 9 000 pièces d'artillerie de campagne et 7 200 d'artillerie lourde (pour les deux tiers sur le front du nord-est).

### Artillerie et chars

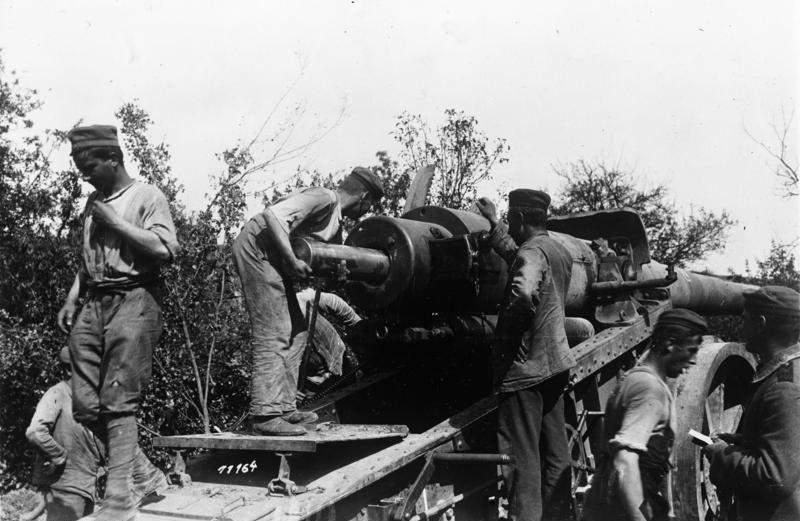
Pièce d'artillerie allemande en position sur le front de France en 1914.

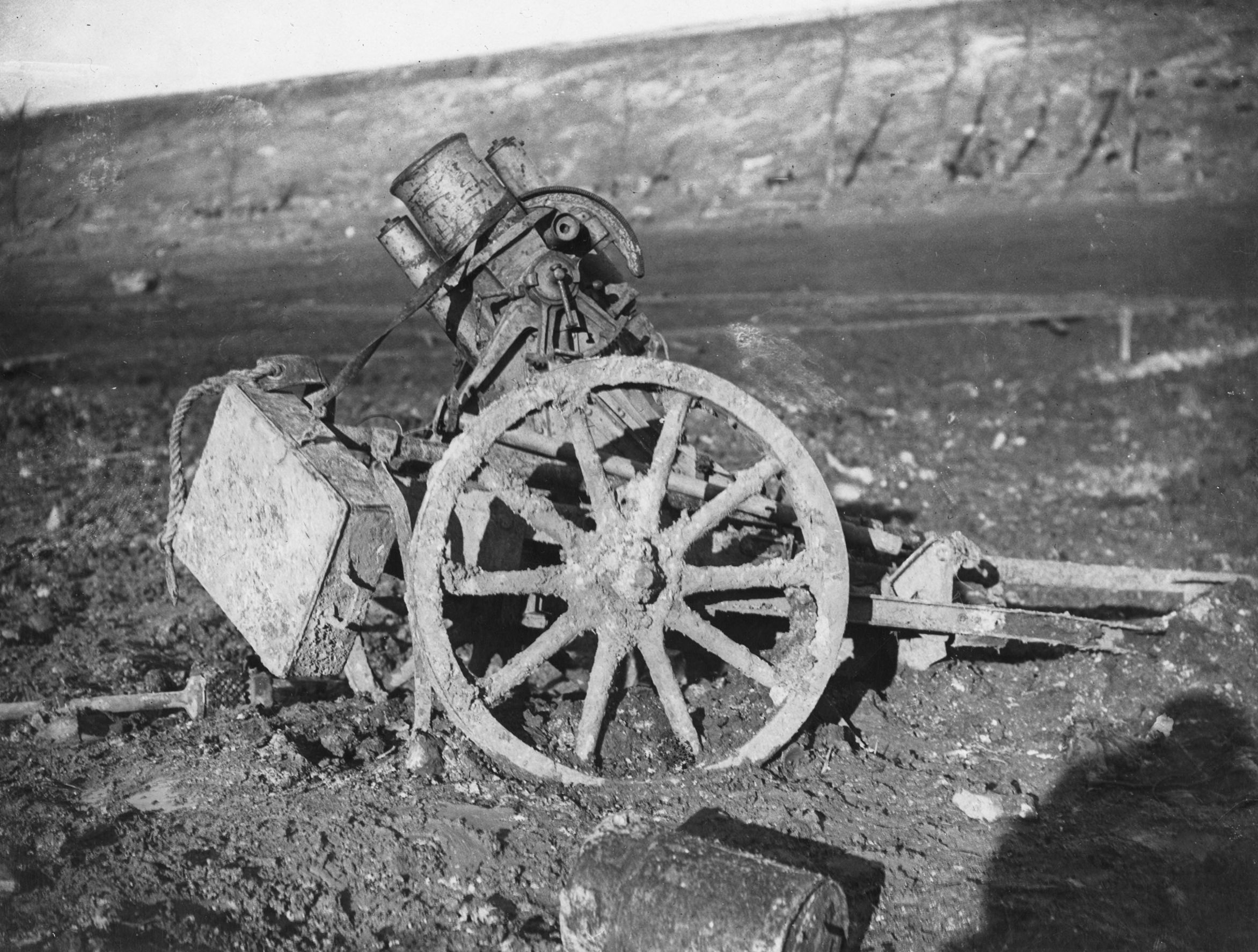
Minenwerfer de 17 cm capturé à Beaucourt-sur-Ancre, 1916-1917.

La puissance du complexe militaro-industriel allemand combinée à une stratégie offensive permet à l'armée allemande, au début des hostilités, d'avoir une puissance de feu supérieure à celle de ces adversaires.
L’artillerie joue un rôle important dans la guerre. Extrêmement développée en Allemagne, elle est redoutée par ses ennemis. Au déclenchement de la guerre, elle dispose d'une artillerie lourde forte de 2 000 canons et d’une artillerie légère de 5 000 canons de 77 FK, sans compter les énormes canons de 420 mm.
Des canons énormes comme la Grosse Bertha font des ravages sur les champs de bataille. Les troupes de première ligne disposent de petits engins à bon marché, les lance-mines (Minenwerfer), qui servent d’artillerie légère. Leurs tirs sont courts et courbes.
Les chars, sous-estimés par les généraux allemands en 1914, ne sont fabriqués qu’en une vingtaine d'unités du type A7V alors que, vers 1916-1917, ils sont améliorés et sont devenus de redoutables armes au sein des armées alliées. Plusieurs dizaines d'entre eux capturés, nommés Beutepanzer, sont utilisés par les troupes allemandes.

### Cavalerie

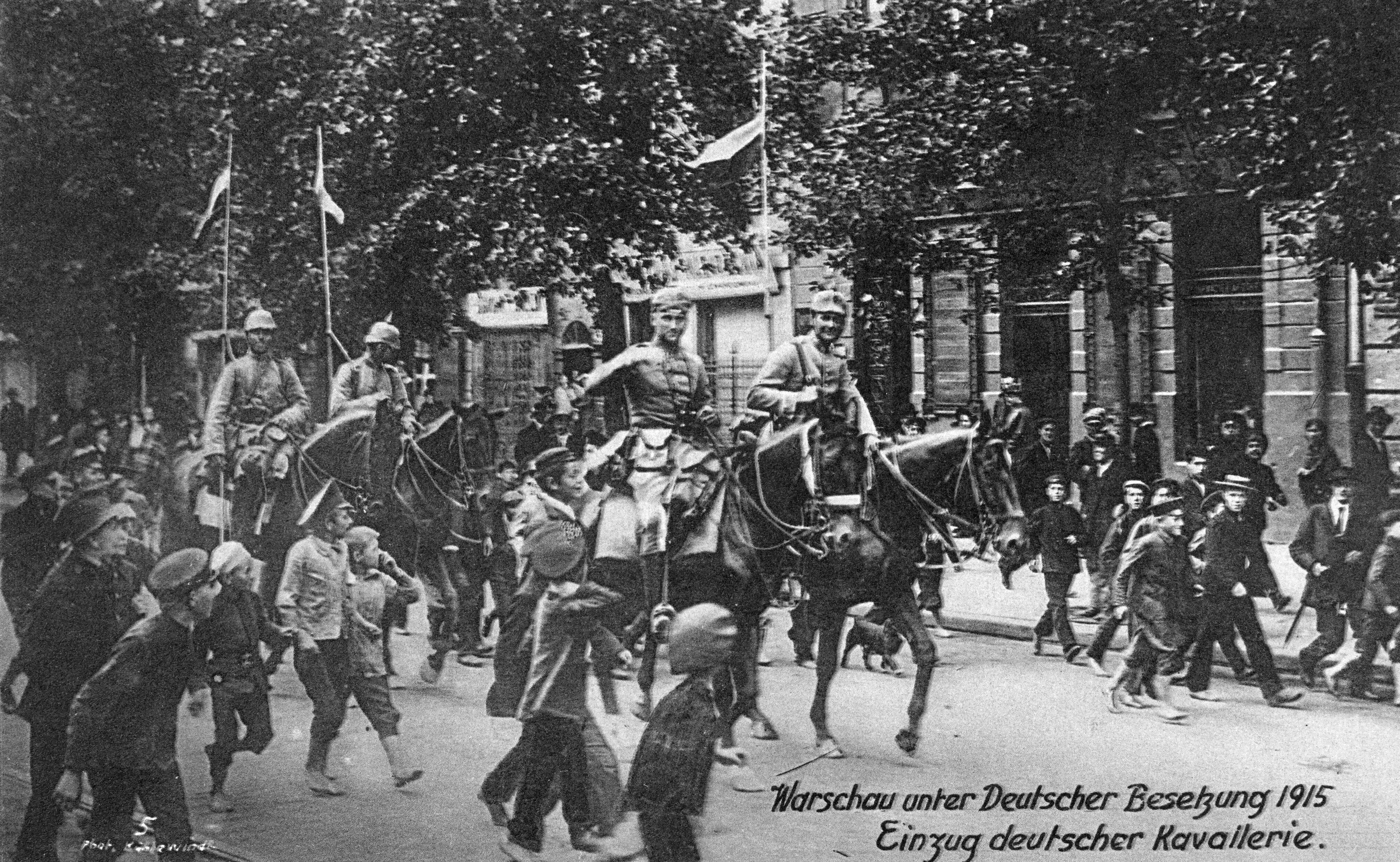
Entrée de la cavalerie allemande à Varsovie, 5 août 1915.

En temps de paix, la cavalerie de l'armée allemande ne compte qu'une division : la division de cavalerie de la Garde. 10 autres divisions sont créées par la mobilisation du 10 août 1914, chacune regroupant 3 brigades actives. Leur encadrement est plus réduit que celui des divisions d'infanterie. Chaque division doit opérer de façon autonome sans être intégrée à un corps d'armée. En fait, la cavalerie se révèle vite inadaptée aux conditions du conflit. En 1915, elle n'opère plus qu'en Courlande et en Lituanie. Elle est encore engagée sur le front roumain (1916-1918) puis pendant la conquête de l'Ukraine en février 1918. Le reste du temps, les unités de cavalerie ne sont plus employées que comme infanterie. En raison de la pénurie de chevaux, en octobre 1916, les 4e, 5e et 9e divisions sont démontées, suivies par les 6e et 7e en novembre 1917 et par la division de la Garde en mars 1918. Trois d'entre elles sont converties en Schützen-Kavallerie Division, les 6e, 7e et Schützen de la Garde, dont le rôle se rapproche de celui de la Landwehr. Les 5e, 8e et 9e divisions sont dissoutes dans les premiers mois de 1918. En mai, seules les 1re, 2e, 4e et la division de cavalerie bavaroise conservent leur appellation d'origine mais, en fait, ne font plus qu'un service de Landwehr. Une division de cavalerie du Nord est formée en septembre 1917 à partir de la 8e division : elle participe à la bataille de Riga et aux dernières opérations du front de l'Est.

### Aviation

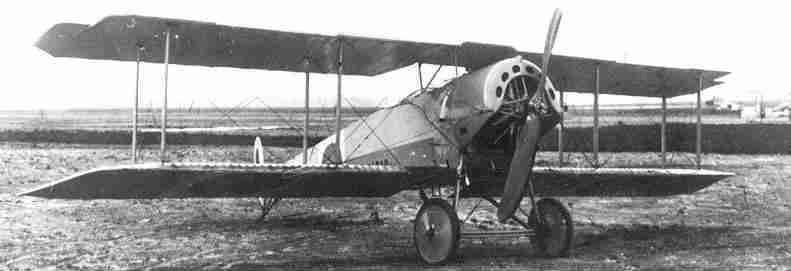
Avion de chasse Fokker D.III, 1917

L’aviation (Luftstreitkräfte), développée vers le début de la guerre, n’est encore qu’au stade expérimental. Elle sert surtout à l'observation, fonction partagée avec les ballons d'observation (Drachen) et à la chasse. Le bombardement se développe progressivement : au début des hostilités, les aviateurs lancent de petites grenades à partir de l’appareil avant que des Zeppelin puis de véritable bombardiers stratégiques entrent en scène.

### Train
Au début de la guerre, l'armée allemande est peu motorisée : l'essentiel des transports se fait par chemin de fer et traction hippomobile. Au cours du conflit, l'industrie allemande ne produit que 70 000 véhicules automobiles, soit beaucoup moins que ses adversaires, en particulier que l'industrie française. Ce retard explique en partie le faible développement des chars.

### Renseignement militaire
Le Service III b opéra jusqu'à sa dissolution en 1919.

### Évolution en 1918

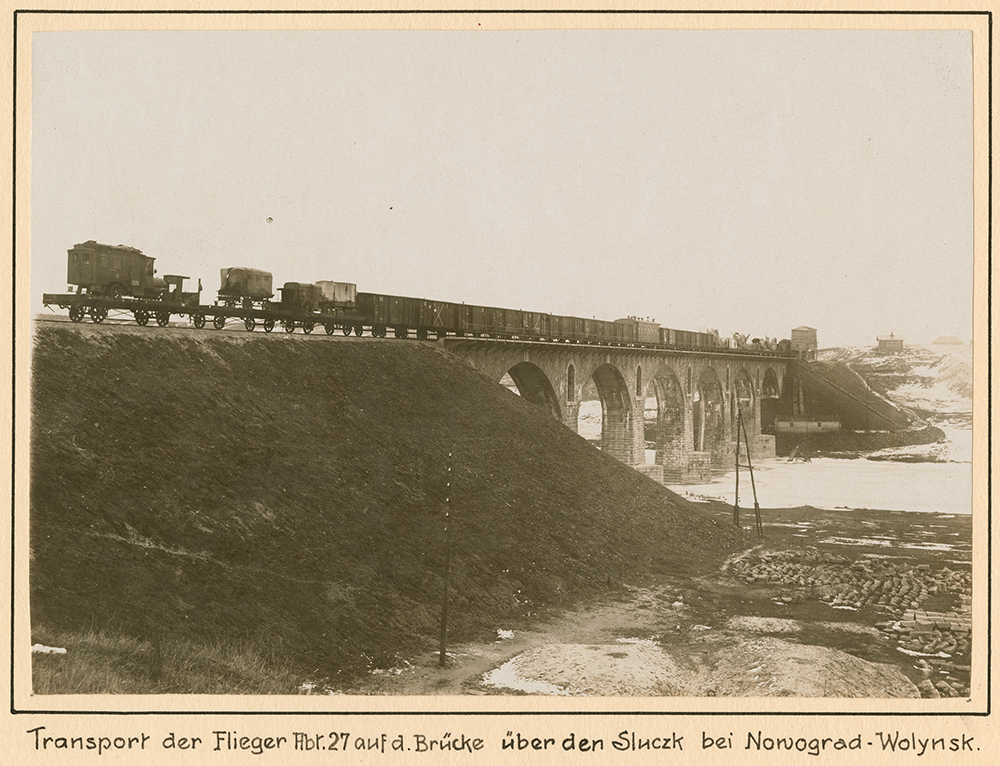
Transport ferroviaire de la 27e escadrille sur la Sloutch (Ukraine) en mars 1918.

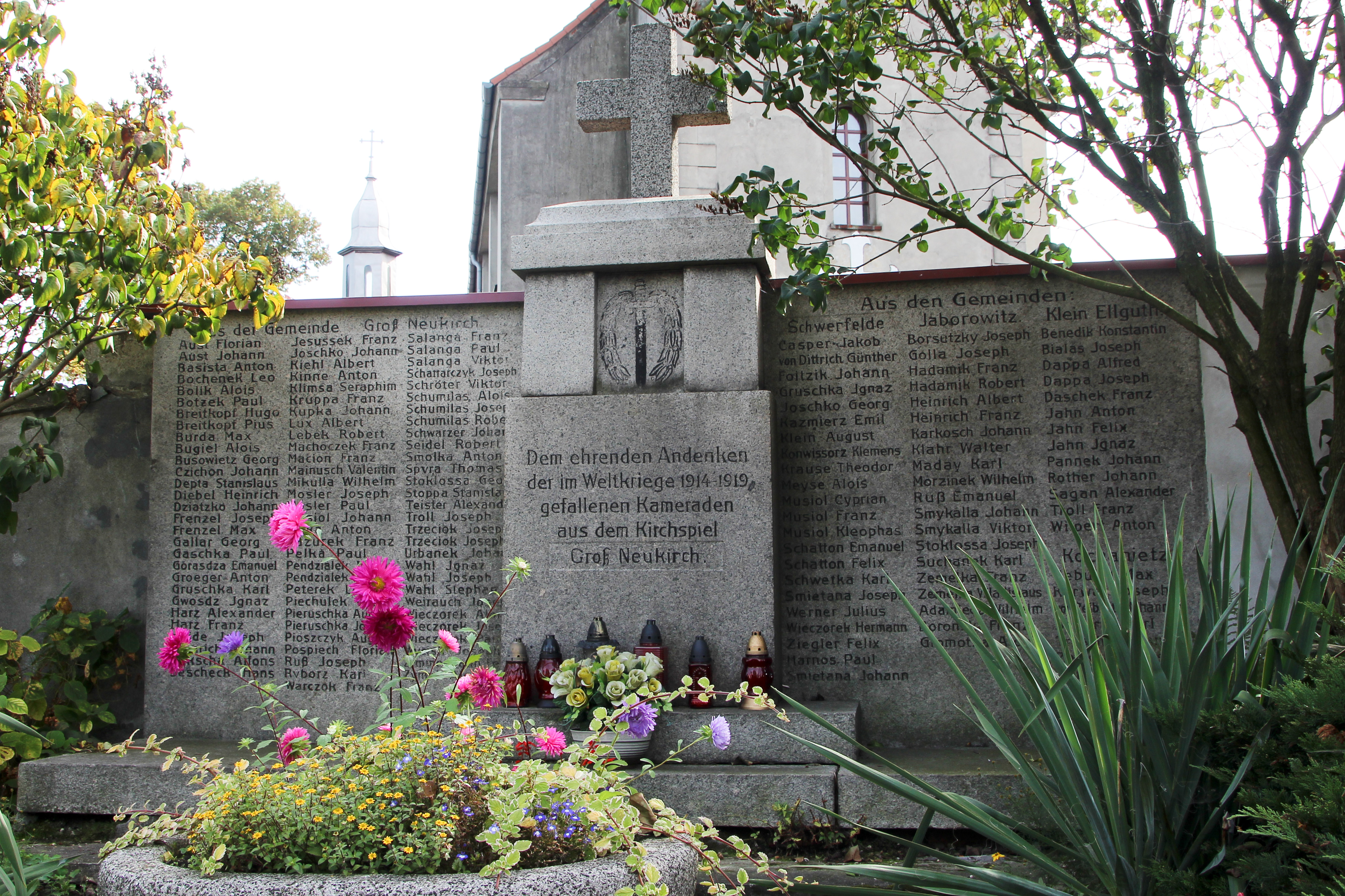
Cimetière militaire allemand de 1914-1919 à Polska Cerekiew (Groß Neukirch, en Silésie)

Le 21 mars 1918, lorsque commence l'offensive Michael, l'armée allemande se compose de 248 divisions, dont 197 déployées sur le front occidental et parmi lesquelles 48 avaient pu être ramenées d'Europe orientale au cours des cinq derniers mois. Selon le Deuxième Bureau français, grâce sa position centrale et une utilisation intensive du réseau ferroviaire, Berlin compte sur le front de France 69 divisions disponibles le 25 avril, 70 le 10 mai et 81 le 19 mai. L'armée impériale doit néanmoins toujours entretenir des forces significatives sur d'autres théâtres : 39 divisions en Russie et en Ukraine, 8 en Roumanie, 2 en Macédoine, 1 en Turquie. Mais cet avantage numérique est fragile : la classe 1919 a été incorporée dans les unités et la classe 1920 commence à faire son apparition durant l'été. Il n'y a donc plus de réserves du côté des Empires centraux.
En novembre 1918, elle ne dispose plus que 184 divisions en ligne et 17 en réserve dont 2 fraîches contre, côté Alliés, 205 divisions en ligne et 103 en réserve dont 60 fraîches.

### Pertes
Les chiffres des pertes militaires officielles allemandes durant la Première Guerre mondiale sont de 1 900 876 dans l'armée, 34 836 dans la marine impériale allemande, 1 185 dans les troupes coloniales. Il faut ajouter à ces chiffres 100 000 disparus ou présumés morts soit un total de 2 039 897 morts.
On trouve d'autres estimations des pertes allemandes : le War Office en 1922 indique 1 808 545 morts sans compter 14 000 conscrits africains de l'empire colonial allemand tués et le Département de la Guerre des États-Unis en 1919 compte 1 600 000 morts au combat.
On compte 24,7 % de tués parmi les officiers d'active et 15,7 % parmi les officiers de réserve ; 101 généraux sont considérés comme ayant été blessés au feu, parmi lesquels 64 Prussiens, 28 Bavarois, 7 Saxons et 2 Wurtembergeois.

## 1918-1919: la fin des armées impériales
Après l'Armistice du 11 novembre 1918 qui sanctionne la défaite allemande, la Deutsches Heer sera dissoute le 19 janvier 1919 et remplacée par la Reichswehr.